# Criodion
Criodion es un género de escarabajos longicornios.

## Especies
- Criodion angustatum Buquet, 1852
- Criodion antennatum Gahan, 1892
- Criodion cinereum (Olivier, 1795)
- Criodion dejeani Gahan, 1892
- Criodion fulvopilosum Gahan, 1892
- Criodion murinum Nonfried, 1895
- Criodion pilosum Lucas, 1857
- Criodion rhinoceros Bates, 1870
- Criodion subpubescens Martins & Monne, 2005
- Criodion tomentosum Audinet-Serville, 1833
- Criodion torticolle Bates, 1870
- Criodion tuberculatum Gahan, 1892